# KB SAT SR-10
El KB SAT SR-10 es un prototipo de avión de entrenamiento monomotor ruso, equipado con alas en flecha invertida. Voló por primera vez en 2015 y se ofreció a la Fuerza Aérea Rusa y a la exportación.

## Diseño y desarrollo

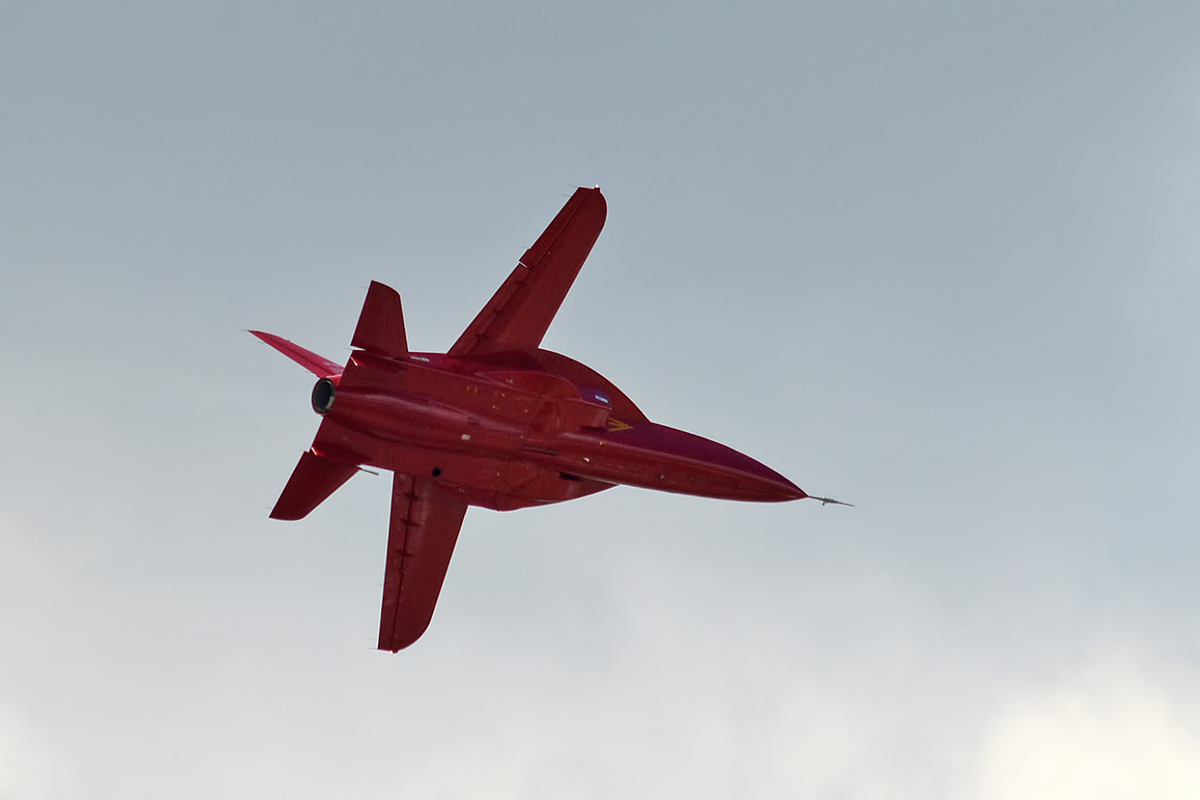
SR-10 en vuelo.

La oficina de diseño rusa KB SAT (Sovremyenne Aviatsyonne Tekhnologii, Tecnología de Aviación Moderna) comenzó a trabajar en un entrenador a reacción monomotor, el SR-10, en 2007, mostrando una maqueta en la muestra aérea MAKS en Zhukovsky en agosto de 2009. El SR-10 es un monoplano de ala media de construcción enteramente en materiales compuestos, con un ala en flecha invertida de 10 grados. Los dos tripulantes se sientan en una cabina en tándem. Está propulsado por un único turbofán, con un Ivchenko AI-25V AI25TSR (modificación del AI25TL) instalado en el prototipo, aunque se propusieron motores rusos más modernos, como el NPO Saturn AL-55, para los aviones de producción.
El SR-10 fue ofrecido para cubrir un requerimiento de 2014 por un entrenador básico para la Fuerza Aérea Rusa, pero fue rechazado en favor del Yakovlev Yak-152, un entrenador de motor a pistón. A pesar de este revés, KB SAT continuó el desarrollo del SR-10, proponiéndolo como entrenador intermedio entre el Yak-152 y el entrenador avanzado a reacción Yak-130, y para la exportación. El primer prototipo del SR-10 realizó su primer vuelo el 25 de diciembre de 2015.
En julio de 2017, KB SAT anunció que había desarrollado una versión no tripulada del avión, llamada AR-10 Argument.
En septiembre de 2018, según los informes de los medios, el Gobierno ruso no pudo asignar fondos para iniciar la producción del SR-10 para la Fuerza Aérea Rusa y, como resultado, KB SAT suspendió todos los trabajos en el proyecto.
El 19 de septiembre de 2020, el SR-10 participó en la "Carrera de Aviación Rusa", celebrada en el aeródromo de Oreshkovo (Óblast de Kaluga).

## Variantes
SR-10
Entrenador a reacción, uno construido.
AR-10 Argument
Versión no tripulada del SR-10, no construida.

## Especificaciones (SR-10)
Referencia datos: Russia's New Jet Trainer

### Características generales
- Tripulación: Dos
- Longitud: 9,6 m (31,5 ft)
- Envergadura: 8,4 m (27,6 ft)
- Altura: 3,6 m (11,6 ft)
- Peso cargado: 2400 kg (5289,6 lb)
- Peso máximo al despegue: 2700 kg (5950,8 lb)
- Planta motriz: 1× turbofán Ivchenko AI-25V.
  - Empuje normal: 16,9 kN (1720 kgf; 3793 lbf) de empuje.

### Rendimiento
- Velocidad máxima operativa (Vno): 900 km/h (559 MPH; 486 kt)
- Velocidad crucero (Vc): 520 km/h (323 MPH; 281 kt)
- Alcance: 1500 km (810 nmi; 932 mi)
- Techo de vuelo: 6000 m (19 685 ft)
- Régimen de ascenso: 60 m/s (11 811 ft/min)
- Límites g: +10/−8

## Aeronaves relacionadas

### Aeronaves similares
- Hongdu JL-8
- Hongdu L-15
- Guizhou JL-9
- KAI T-50 Golden Eagle
- HAL HJT-36 Sitara
- HESA Shafaq
- Yakovlev Yak-130
- EADS Mako/HEAT